# Geometrické místo bodů

Každá křivka na tomto obrázku znázorňuje geometrické místo bodů definovaných jako konchoida bodu P a přímky l. V tomto příkladu je P 8 cm od l.

Geometrické místo bodů (anglicky locus, množné číslo loci z latinského „místo“, „umístění“) je v geometrii množina všech bodů (obvykle přímka, úsečka, křivka nebo plocha), jejichž umístění vyhovuje nebo je určeno jednou nebo více zadanými podmínkami.
Jinými slovy, množina bodů, které vyhovují nějaké vlastnosti, se často nazývá geometrické místo bodů vyhovujících této vlastnosti. Použití jednotného čísla v této formulaci je svědkem toho, že až do konce 19. století matematikové neuvažovali nekonečné množiny. Místo toho, aby chápali úsečky nebo křivky jako množiny bodů, viděli je jako místa, kde může být umístěn bod nebo kam se může posunout.

## Historie a filozofie
Do začátku 20. století nebyly geometrické útvary (například křivky) považovány za nekonečné množiny bodů, ale spíše za entity, na nichž může být bod umístěn, nebo po nichž se může pohybovat. Tedy kružnice v Eukleidovské rovině byla definována jako geometrické místo bodů, které jsou v dané vzdálenosti od jistého bodu, středu kružnice. V moderní matematice jsou podobné koncepty obvykle formulovány tak, že popisují útvary jako množiny; například říkáme, že kružnice je množina bodů, které jsou v dané vzdálenosti od středu.
Oproti množinově-teoretickému přístupu se staré formulace vyhýbají uvažování nekonečných kolekcí, čímž se zabránilo manipulaci s aktuálním nekonečnem, což byla důležitá filozofická pozice dřívějších matematiků.
Jakmile se teorie množin stala univerzálním základem, na němž je vybudována celá matematika, termín geometrické místo bodů se stal poněkud zastaralým. Užívá se ale stále, především pro přesné formulace, jako například:
- Kritické geometrické místo bodů, množina kritických bodů derivovatelné funkce.
- Nulové geometrické místo bodů nebo zmizení geometrické místo bodů, množina bodů, ve kterých má funkce nulovou hodnotu.
- Singulární geometrické místo bodů, množina singulárních bodů algebraické variety.
- Geometrické místo bodů souvislosti, podmnožina prostoru parametrů racionálních funkcí pro něž je Juliova množina souvislá.

Později se techniky jako teorie schémat a použití teorie kategorií místo teorie množin, aby dávala základy na matematiky, vrátily k pojmům více jako původní definice geometrické místo bodů jako objekt v samotný místo jako sada bodů.

## Příklady v rovinné geometrii
K příkladům geometrických míst bodů v rovinné geometrii patří:
- Množina bodů ekvidistantních ke dvěma bodům je osa úsečky propojující dané dva body.[8]
- Množina bodů ekvidistantní se dvěma úsečkami, které tvoří osu úhlu.
- Všechny kuželosečky jsou geometrická místa bodů:[9]
  - Kružnice: množina bodů, jejichž vzdálenost od jednoho bodu je konstantní (poloměr).
  - Parabola: množina bodů ekvidistantních od pevného bodu (ohniska) a přímky (directrix).
  - Hyperbola: množina bodů, u nichž absolutní hodnota rozdílu mezi jejich vzdáleností od dvou daných ohnisek je konstantní.
  - Elipsa: množina bodů, pro které je součet vzdáleností od dvou daných ohnisek konstantní.

V různých oblastech matematiky se objevují další příklady geometrických míst bodů. Například v komplexní dynamice Mandelbrotova množina je podmnožinou komplexní roviny, kterou je možné charakterizovat jako geometrické místo bodů souvislosti rodiny polynomiálních zobrazení.

## Důkaz geometrického místa bodů
Důkaz, že geometrický útvar odpovídá geometrickému místu bodů dané množiny podmínek, má obecně dvě části:
- Důkaz, že všechny body, které vyhovují podmínkám, patří do daného útvaru.
- Důkaz, že všechny body daného útvaru vyhovují podmínkám.

## Příklady

(vzdálenost PA) = 3.(vzdálenost PB)

### První příklad
Najděte geometrické místo bodů bodů P, které mají daný poměr vzdáleností k = d1/d2 od dvou daných bodů.
V tomto příkladě jsou k = 3, A(−1, 0) a B(0, 2) pevně zvolené.
P(x, y) je bod geometrického místo bodů
{\displaystyle \Leftrightarrow |PA|=3|PB|}
{\displaystyle \Leftrightarrow |PA|^{2}=9|PB|^{2}}
{\displaystyle \Leftrightarrow (x+1)^{2}+(y-0)^{2}=9(x-0)^{2}+9(y-2)^{2}}
{\displaystyle \Leftrightarrow 8(x^{2}+y^{2})-2x-36y+35=0}
{\displaystyle \Leftrightarrow \left(x-{\frac {1}{8}}\right)^{2}+\left(y-{\frac {9}{4}}\right)^{2}={\frac {45}{64}}.}
Tato rovnice reprezentuje a kružnice se středem (1/8, 9/4) a poloměrem {\displaystyle {\tfrac {3}{8}}{\sqrt {5}}}. je Apolloniova kružnice definovaná vztahem těchto hodnot k, A a B.

### Druhý příklad

Geometrické místo bodu C

Trojúhelník ABC má pevnou stranu [AB] s délkou c.
Stanovte geometrické místo bodů třetího vrcholu C tak, že
Těžnice A a C jsou navzájem kolmé.
Zvolíme ortonormální souřadný systém tak, že A(−c/2, 0), B(c/2, 0).
C(x, y) je proměnná třetí vrchol. Střed [BC] je M((2x + c)/4, y/2). Těžnice z vrcholu C má směrnici y/x. Těžnice AM má směrnici 2y/(2x + 3c).

Geometrické místo je kružnice

C(x, y) je geometrické místo bodů
{\displaystyle \Leftrightarrow } Těžnice z vrcholu A a C jsou kolmé
{\displaystyle \Leftrightarrow {\frac {y}{x}}\cdot {\frac {2y}{2x+3c}}=-1}
{\displaystyle \Leftrightarrow 2y^{2}+2x^{2}+3cx=0}
{\displaystyle \Leftrightarrow x^{2}+y^{2}+(3c/2)x=0}
{\displaystyle \Leftrightarrow (x+3c/4)^{2}+y^{2}=9c^{2}/16.}
Geometrické místo vrcholu C je kružnice se středem (−3c/4, 0) a poloměrem 3c/4.

### Třetí příklad

Průsečík úseček k a l definuje kružnici

Geometrické místo bodů může být také definováno vztahem dvou křivek, které závisejí na společném parametru. Když se parametr mění, průsečíky křivek definují geometrické místo bodů.
Na obrázku jsou K a L pevné body na dané přímce m. Přímka k je a proměnná přímka procházející bodem K. Přímka l procházející bodem L je kolmicí na k. Úhel {\displaystyle \alpha } sevřený k a m je parametr.
Obě přímky k a l zavisejí na společném parametru. Množina jejich průsečíků S je kružnice. Tato kružnice je geometrickým místem průsečíků obou úseček.

### Čtvrtý příklad
Geometrické místo bodů bodů nemusí být jen jednorozměrné (jako kružnice, přímka, atd.). Například geometrické místo bodů nerovnosti 2x + 3y – 6 < 0 je část roviny, která leží pod přímkou s rovnicí 2x + 3y – 6 = 0.